# گوساوکام
گوساوکام (به لاتین: Gosaukamm) یک رشته‌کوه در اتریش است که در زالتسبورگ واقع شده‌است.